# A Tale of Two Andres
A Tale of Two Andres — спільний альбом американських реперів Андре Нікатіни й Мека Дре, виданий 17 червня 2008 р. лейблами Nickypearl.com, Thizz Entertainment та Tommy Gun Entertainment. Попри початкові плани реліз не випустили у 2004. Того року, 1 листопада, Мека Дре застрелили. Мастеринг: Джастін Вейс.

## Список пісень
1. «U Beezy» — 2:35
2. «My Homeboy's Chevy» — 2:51
3. «Cocaine» — 1:47
4. «Neva Seen» — 4:03
5. «Color of the Benz» — 3:10
6. «Hot Jalapeños» (з участю Smoov-E) — 3:07
7. «Drug Luv» — 2:42
8. «Andre n Andre» — 3:50
9. «Fillmoe — Vallejo» — 1:51
10. «Bitch» — 2:02
11. «Bonus» — 1:43
12. «Outta Control» — 2:57
13. «Honeycomb» (з участю Nocturnal Hustlers) — 4:59
14. «Bay Thang» — 2:10
15. «I'm a Sav» (з участю AP9) — 2:56
16. «Toys (Remix)» — 2:59
17. «Cadillac Girl (Remix)» — 4:02